# インカブロック衝撃保護システム

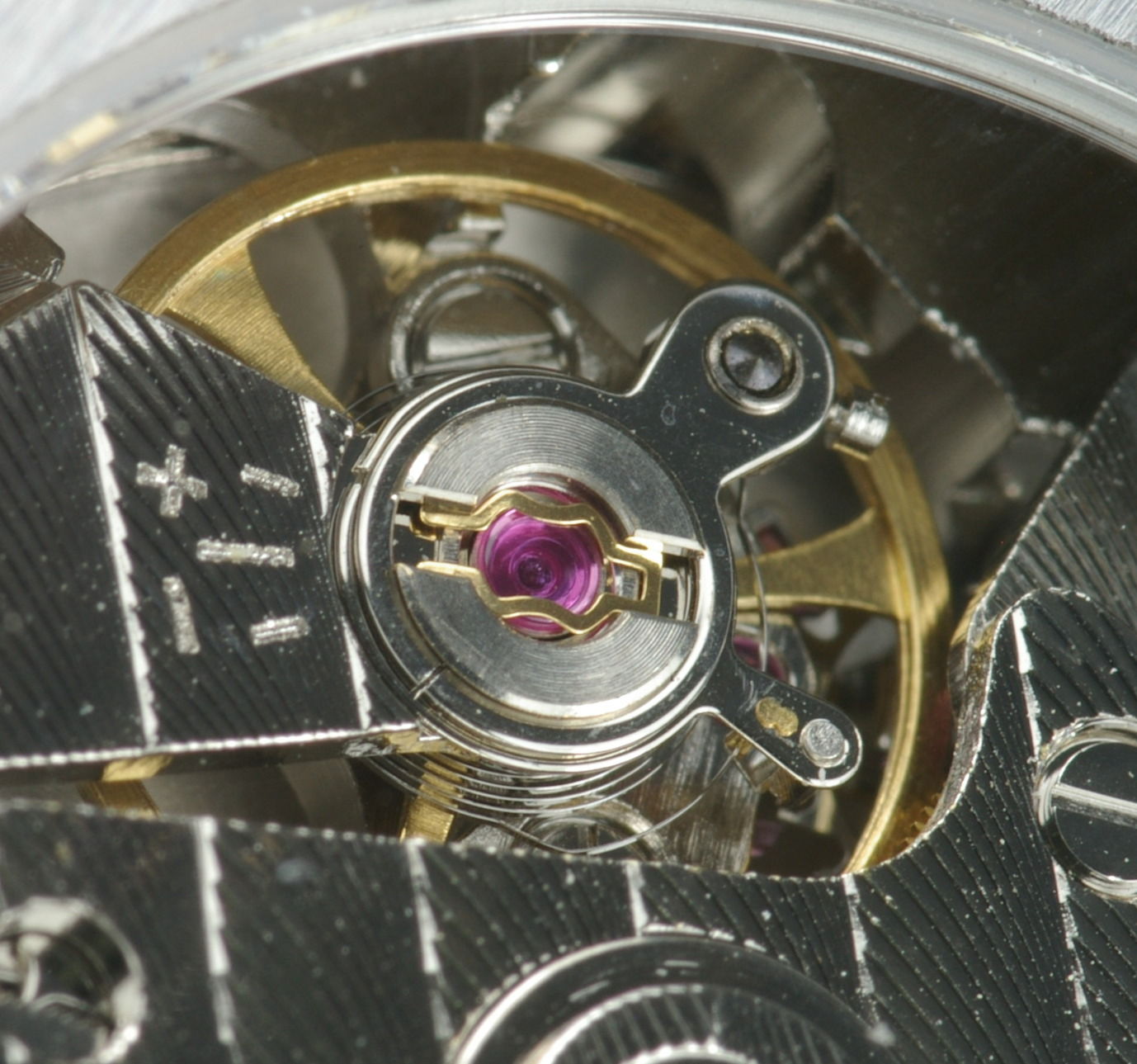
宝石軸受けがバネで支えられている。

インカブロック衝撃保護システム（インカブロックしょうげきほごシステム、英:Incabloc shock protection system）とは機械式時計のテンプを支える宝石軸受部分を衝撃から保護する装置の商品名である。
落下などの物理的な衝撃で繊細な天真(pivots)が壊れるのを保護する。

## 歴史
インカブロック衝撃保護システムは1934年にスイスのラ・ショー・ド・フォンにあるユニバーサル・エスケープメンツ社のスイス人エンジニア、ジョルジュ・ブラウンシュヴァイクとフリッツ・マルティによって発明された。
同様のシステムとして、Incabloc, S.A.  が製造しているETAのEtachoc、Kif、セイコーのディアショック、シチズンのパラショックがある。
時計のテンプを支える天真(pivots)と宝石軸ベアリングは摩擦を最小化するために細く作られ、支えなければならない質量の割に壊れやすく、衝撃で破損する可能性が最も高い部分であり時計を落としただけで容易に破損していた。インカブロックのような衝撃保護装置が普及する前は天真の破損が時計の部品交換が必要になる最も多い故障だった。
インカブロック・システムは竪琴型のバネで宝石軸受を押さえ、衝撃を受けると宝石軸受が動いて衝撃を吸収する。動いた宝石軸受はバネの力で元に戻る。
- テンプ

## リファレンス
1. ↑  “Shock and Waterproof”. Mechanical Magic in Three Dimensions.   montrespassion.ch (2010年). 2011年1月7日時点のオリジナルよりアーカイブ。2010年4月8日閲覧。
2. ↑  Incabloc, S.A. Archived 2018-07-29 at the Wayback Machine. website